# Salto con gli sci ai I Giochi olimpici invernali
Nel salto con gli sci ai I Giochi olimpici invernali fu disputata una sola gara, il 4 febbraio, riservata agli atleti di sesso maschile. Le medaglie assegnate furono ritenute valide anche ai fini dei Campionati mondiali di sci nordico 1924.

## Risultati
Sul trampolino Le Mont gareggiariono 27 atleti di 9 diverse nazionalità, che effettuarono due salti con valutazione della distanza e dello stile. A prevalere furono i norvegesi Jacob Tullin Thams e Narve Bonna. Terzo venne classificato il loro connazione Thorleif Haug, che già si era aggiudicato i titoli della 18 km di fondo e della combinata nordica; quarto risultò lo statunitense Anders Haugen. In realtà si trattò di un errore di calcolo ai danni di Haugen: soltanto quarant'anni dopo, però, Thoralf Strømstad denunciò l'errore che premiò il suo connazionale Haug allo storico dello sport Jacob Vaage; nel 1974 il Comitato Olimpico Internazionale prese atto che, mentre il punteggio registrato per Haugen era stato quello corretto (17,916), quello di Haug non fu 18,000, come riportato all'epoca, bensì 17,812: decise quindi di premiare Haugen. Fu la figlia di Haug (il padre era morto molti anni prima, nel 1934) a cedergli la medaglia in una cerimonia alla quale partecipò anche Strømstad.
| Pos.    | Atleta                 | Nazione        | Misure Salti | Punteggi giudici    | Punteggi giudici          | Punteggi giudici   | Media Punti   | Media Punti Totali |
| Pos.    | Atleta                 | Nazione        | Misure Salti | Norvegia (bandiera) | Cecoslovacchia (bandiera) | Francia (bandiera) | Media Punti   | Media Punti Totali |
| ------- | ---------------------- | -------------- | ------------ | ------------------- | ------------------------- | ------------------ | ------------- | ------------------ |
| Oro     | Jacob Tullin Thams     | Norvegia       | 49,0         | 18,625 19,125       | 18,875 19,125             | 18,880 19,130      | 18,793 19,127 | 18,960             |
| Argento | Narve Bonna            | Norvegia       | 47,5 49,0    | 18,125 19,000       | 18,375 19,000             | 18,625 19,000      | 18,375 19,000 | 18,687             |
| Bronzo  | Anders Haugen          | Stati Uniti    | 44,0 44,5    | 18,250 17,000       | 18,250 17,500             | 18,500 18,000      | 18,333 17,500 | 17,916             |
| 4       | Thorleif Haug          | Norvegia       | 49,0 50,0    | 17,750 17,625       | 17,500 17,875             | 18,000 18,125      | 17,750 17,875 | 17,812             |
| 5       | Einar Landvik          | Norvegia       | 42,0 44,5    | 17,250 17,875       | 17,000 18,125             | 17,250 17,630      | 17,167 17,877 | 17,522             |
| 6       | Axel-Herman Nilsson    | Svezia         | 42,5 44,0    | 16,625 17,250       | 17,375 17,250             | 16,880 17,500      | 16,960 17,333 | 17,146             |
| 7       | Menotti Jakobsson      | Svezia         | 43,0 42,0    | 17,000 16,750       | 17,250 17,000             | 17,250             | 17,167 17,000 | 17,083             |
| 8       | Alexandre Girard-Bille | Svizzera       | 40,5 41,5    | 16,375 16,625       | 16,875                    | 16,880 17,130      | 16,710 16,877 | 16,793             |
| 9       | Nils Lindh             | Svezia         | 41,0 41,5    | 16,500 16,625       | 16,750 16,625             | 16,750 17,175      | 16,667 16,808 | 16,737             |
| 10      | Franz Wende            | Cecoslovacchia | 40,5 44,0    | 15,625 17,000       | 16,125 17,250             | 15,880 17,000      | 15,877 17,083 | 16,480             |
| 11      | Sulo Jääskeläinen      | Finlandia      | 42,5         | 16,625 16,375       | 16,625 16,375             | 16,380 16,130      | 16,543 16,293 | 16,418             |
| 12      | Nils Sundh             | Svezia         | 41,5 41,0    | 16,125 16,250       | 16,375 16,500             | 16,380 16,750      | 16,293 16,500 | 16,396             |
| 13      | Tuure Nieminen         | Finlandia      | 42,5 41,0    | 16,125 16,250       | 16,625 16,500             | 15,825 16,250      | 16,192 16,333 | 16,262             |
| 14      | Lemoine Batson         | Stati Uniti    | 43,5 42,5    | 16,125              | 15,875 16,125             | 16,625 16,325      | 16,208 16,192 | 16,200             |
| 15      | Klébert Balmat         | Francia        | 36,0 39,0    | 15,250 15,750       | 15,000 15,750             | 15,250 16,000      | 15,167 15,833 | 15,500             |
| 16      | Harry Lien             | Stati Uniti    | 40,0 41,5    | 15,250 14,250       | 15,500 13,875             | 15,250 15,380      | 15,333 14,502 | 14,917             |
| 17      | Luigi Faure            | Italia         | 34,0 33,5    | 14,000 13,875       | 14,000 14,125             | 14,250 13,810      | 14,083 13,937 | 14,010             |
| 18      | Peter Schmid           | Svizzera       | 33,0 33,5    | 13,250 13,375       | 13,750 13,375             | 13,500 13,375      | 13,500 13,375 | 13,437             |
| 19      | Mario Cavalla          | Italia         | 32,0 32,5    | 12,250 12,125       | 12,500 12,625             | 13,500 12,630      | 12,750 12,460 | 12,605             |
| 20      | Karel Koldovský        | Cecoslovacchia | 33,5 39,0    | 7,000 16,000        | 10,875 16,250             | 9,880 15,000       | 9,252 15,750  | 12,501             |
| 21      | Andrzej Krzeptowski    | Polonia        | 33,0 32,0    | 12,750 12,250       | 12,750 12,000             | 12,750 12,250      | 12,750 12,167 | 12,458             |
| 22      | Gilbert Ravanel        | Francia        | 32,5 32,0    | 12,625 11,750       | 13,125 11,750             | 13,130 12,000      | 12,960 11,833 | 12,396             |
| 23      | Hans Eidenbenz         | Svizzera       | 42,0 C       | 16,250 6,000        | 16,500 4,000              | 16,630 2,500       | 16,460 4,167  | 10,313             |
| 24      | Xaver Affentranger     | Svizzera       | C 32,5       | 2,000 12,625        | 4,000 13,125              | 2,000 13,130       | 2,667 12,960  | 7,813              |
| 25      | Martial Payot          | Francia        | C 32,5       | 4,000 12,625        | 5,000 13,375              | 1,500 7,630        | 3,500 11,210  | 7,355              |
| 26      | Josef Bím              | Cecoslovacchia | C            | 2,000               | 4,000 3,000               | 2,000 1,000        | 2,667 2,000   | 2,333              |
| -       | Louis Albert           | Francia        | C DNS        | 0,000               | 0,000                     | 0,000              | 0,000         | 0                  |

## Medagliere
| Posizione | Paese       |   |   |   | Totale |
| --------- | ----------- | - | - | - | ------ |
| 1         | Norvegia    | 1 | 1 | 0 | 2      |
| 2         | Stati Uniti | 0 | 0 | 1 | 1      |
| Totale    | Totale      | 1 | 1 | 1 | 3      |